# 三国志の架空の登場人物の一覧
本記事は、羅貫中の歴史小説『三国志演義』およびその他の三国時代を舞台とした作品に登場する、史書に記述のない固有名を持つ人物の一覧である。

## 『三国志演義』
羅貫中の小説『三国志演義』に登場する、正史やその注釈に記載のない固有名を持つ人物の一覧。

### 第一回
- 南華老仙 - 仙人。張角に『太平要術』の書を授けた。
- 程遠志 - 黄巾賊の武将。劉備の初陣で関羽に討ち取られる。
- 鄧茂 - 黄巾賊の副将。劉備の初陣で張飛に討ち取られる。
- 龔景 - 青州太守。黄巾賊に攻め込まれ、幽州太守劉焉に援軍を求めた。なお、正史において州の長官にあたる役職は刺史であり、当時の青州刺史は黄琬、幽州刺史は郭勳である。
- 程曠 - 宦官。十常侍の一人として名前が上がる。なお、中常侍を務めた程璜という宦官は正史に記述があるが、正史では彼は十常侍には数えられていない。

### 第二回
- 厳政 - 張宝配下の黄巾賊の部将。朱儁と劉備から攻撃を受け、勝ち目がないとみると張宝を殺しその首を持って投降した。
- 高昇 - 張宝配下の黄巾賊の部将。張飛に討ち取られる。
- 孫仲 - 黄巾賊の武将。韓忠・趙弘とともに宛城に籠もるが朱儁と劉備の軍に打ち破られ、逃げようとしたところを劉備の放った矢に討ち取られる。なお、正史『後漢書』朱儁伝によると孫夏という人物が韓忠・趙弘の戦死後に南陽黄巾党を率いて朱儁に討たれている。
- 劉恢 - 代州の人。督郵を殴った廉で追われる劉備を匿い、幽州牧劉虞に推挙した。

### 第三回
- 趙萌 - 漢の右軍校尉。十常侍に連れ去られた帝と陳留王を群臣とともに出迎えた。なお、正史『後漢書』何進伝によると西園八校尉に任じられた趙融という人物がいる。
- 崔毅 - 司徒崔烈の弟。売官の横行に嫌気が差して隠遁していたが、十常侍の乱で行き倒れていた帝と陳留王を発見し保護した。

### 第四回
- 丁管 - 漢の尚書。少帝廃位と陳留王擁立を企てた董卓を誅殺しようとしたが、逆に董卓に殺された。なお、『三国志』董卓伝の裴注が引く『献帝起居注』によると董卓の献帝擁立の際に尚書を務めていた丁宮（中国語版）という人物がいるが、彼は真っ先に董卓支持を表明している。

### 第五回
- 衛弘 - 陳留の富豪。孝廉にも推挙されている。曹操が反董卓の兵を挙げる際に家財を出して援助した。なお、『三国志』武帝（曹操）紀の裴注が引く『世語』によると、衛茲という人物が曹操の挙兵の際に援助を行っている。
- 趙岑 - 董卓配下の部将。李粛・胡軫とともに華雄の副将として汜水関で連合軍を迎え撃つ。その後、第六回で董卓が洛陽を放棄したため汜水関を捨て撤退した。
- 鮑忠 - 鮑信の弟。反董卓連合軍の先陣となった孫堅を出し抜こうと抜け駆けるも、汜水関にて華雄に討ち取られる。なお、『三国志』鮑勛伝の裴注が引く『魏書』によると、鮑信には鮑韜という弟がいたが、汴水で徐栄の軍勢に敗れた際に戦死している。
- 兪渉 - 袁術配下の部将。汜水関にて華雄に討ち取られる。
- 潘鳳 - 韓馥配下の部将。汜水関にて華雄に討ち取られる。
- 穆順 - 張楊配下の部将。虎牢関にて呂布に討ち取られる。
- 方悦 - 王匡配下の部将。虎牢関にて呂布に討ち取られる。
- 武安国 - 孔融配下の部将。虎牢関にて呂布に腕を斬り落とされ敗走する。

### 第六回
- 范康 - 渤海の人。友人の劉表らと共に江夏八俊の一人に数えられる。なお、正史『後漢書』党錮列伝によると劉表らとともに八及に数えられる苑康（中国語版）という人物がいる。

### 第七回
- 関純 - 韓馥の別駕。長史耿武とともに冀州を乗っ取ろうとする袁紹を暗殺しようとするが返り討ちに遭い文醜に斬られた。なお、正史『三国志』袁紹伝によると韓馥の別駕を務めていた閔純という人物がいる。
- 呉国太 - 孫堅の側室。孫堅の正妻呉夫人の妹。孫朗と孫夫人の生母。なお、正史においては名前は無論のこと、呉夫人の妹が孫堅の側室であったか、孫朗と孫夫人の生母が同一人物であるか、一切不明である。
- 孫仁 - 孫堅と呉国太の娘。孫朗の同母姉妹で、孫策・孫権・孫翊・孫匡の異母姉妹。豪胆な性格で武芸を好む。第五十四回・五十五回で劉備に嫁いだが、劉備と孫権の関係が悪化したため第六十一回で離別する。その後、第七十七回で夷陵の戦いで劉備が戦死したという誤報を受け、悲嘆のあまり長江に身を投げた。京劇などでは孫尚香の名で呼ばれる。なお、正史には孫夫人の名前が何であったかは記載されておらず、『三国志』孫堅伝の裴注が引く『志林』によると、孫仁というのも孫朗の別名である。

### 第八回
- 貂蝉 - 王允の養女。その美貌で呂布と董卓に貂蝉を巡って争わせ、遂には呂布に董卓を暗殺させた。董卓死後は呂布の妾となり第十九回で呂布が下邳で敗死するまで付き従う。なお、正史『三国志』呂布伝によると、呂布が密通していた董卓の侍婢がおり、事の発覚を呂布が恐れたことが董卓を裏切る原因となったことは記載されているが、その名前や出自は不明である。

### 第九回
- 胡赤児 - 牛輔の側近。呂布軍に大敗して牛輔と共に逃亡した際、牛輔が持っていた財宝に目が眩んで彼を殺してその首を持って呂布に投降するが、その性根を嫌悪した呂布によって処刑される。『後漢書』列伝62董卓伝によると、攴胡赤児という異民族出身と思われる側近がおり、こちらでも牛輔を裏切って殺し首を持って投降するが、その後の顛末は不明となっている。
- 李別 - 李傕の甥。樊稠が反乱を起こした韓遂を同郷の誼で見逃したことを李傕に密告した。その後、第十四回で献帝を巡って李傕や曹操らが争った際、許褚に討ち取られる。なお、『三国志』董卓伝の裴注が引く『九州春秋』によると、李傕の兄の子の李利という人物が樊稠を密告している。

### 第十一回
- 宗宝 - 孔融配下の部将。黄巾賊の頭目管亥に討ち取られる。

### 第十三回
- 崔勇 - 郭汜配下の部将。献帝を巡って郭汜や楊奉らが争った際、楊奉配下の部将徐晃に討ち取られる。

### 第十四回
- 荀正 - 紀霊の副将。袁術が徐州の劉備を攻めた際、関羽に討ち取られる。
- 范成 - 曹操の配下。曹操が献帝を奉じると董昭とともに洛陽令に任じられた。

### 第十五回
- 陳横 - 劉繇配下の部将。薛礼・張英とともに秣陵に立てこもるが、蔣欽の放った矢に討ち取られる。なお、正史『三国志』孫策伝に「繇遣樊能于糜陳横屯江津（劉繇は樊能・于糜・陳横を江津に駐屯させた）」という記述があるが、これは「繇遣樊能于糜東屯横江津（劉繇は樊能・于糜を東方に派遣し横江津に駐屯させた）」の誤記であり、「陳横」は衍文だとみなされている。
- 楊大将 - 袁術の長史。袁術が孫策を討とうとした際に先に劉備を討伐することを主張する。その後、第十七回で曹操が攻めてきた際には寿春から淮河の南に退却することを進言した。なお、正史『三国志』孫策伝に「術死長史楊弘大将張勲等将其衆欲就策（袁術が死ぬと長史楊弘や大将張勲ら部下とともに孫策配下に就くことを望んだ）」という記述があり、楊大将は「弘」の字が抜け落ちたことで楊弘を大将だと勘違いしたことで生まれたキャラクターだと考えられている。

### 第十六回
- 厳氏 - 呂布の正妻。呂布の唯一の子である娘の生母。陳宮が提案した城の内外から掎角の勢で敵に当たる策に対し貂蝉とともに反対し中止させた。なお、正史には呂布の妻の名前の記述はないが、『三国志集解』が引く『英雄記』では魏続の一族だとされている。
- 曹氏 - 呂布の次妻。曹豹の娘。早世しており第十六回時点で故人。
- 鄒氏 - 張繡の叔父張済の未亡人。張繡が初めに降伏した後、曹操が彼女を側室としたことが、宛城の戦いのきっかけとなった。なお、正史には曹操が手を出した張済の未亡人の名前についての記述はない。

### 第十七回
- 梁剛 - 袁術配下の部将。袁術が徐州の呂布を攻めた際に李豊・楽就とともに催進使として全軍の督戦に当たる。その後、曹操が袁術を攻めると李豊・楽就・陳紀とともに寿春防衛に当たるが敗北、捕らえられ処刑された。なお、正史『三国志』武帝（曹操）紀によると曹操が袁術を攻めた時、橋蕤・李豊・楽就とともに梁綱という人物が迎撃に当たり敗死している。
- 王垕 - 曹操配下の倉官。曹操が袁術を攻めた際、曹操の命で小さな枡を使い兵糧を節約したが、兵士の不満を抑えるため横領の罪を着せられ処刑された。なお、『三国志』武帝（曹操）紀の裴注が引く『曹瞞伝』に類似した事件が記述されているが、どの戦いの際の出来事か、処刑された部下の名前は何だったのかなどは記されていない。
- 雷叙 - 張繡配下の部将。張先とともに曹操軍を迎撃する。
- 張先 - 張繡配下の部将。雷叙とともに曹操軍を迎撃するが、許褚に討ち取られる。

### 第十九回
- 劉安 - 猟師。呂布に追われた劉備が逃げる途中で家を訪れたため、妻を殺してその肉を振る舞った。

### 第二十回
- 劉昂 - 劉備の先祖。沛侯。劉貞の子。
- 劉禄 - 劉備の先祖。漳侯。劉昂の子。
- 劉恋 - 劉備の先祖。沂水侯。劉禄の子。
- 劉英 - 劉備の先祖。欽陽侯。劉恋の子。
- 劉建 - 劉備の先祖。安国侯。劉英の子。
- 劉哀 - 劉備の先祖。広陵侯。劉建の子。
- 劉憲 - 劉備の先祖。膠水侯。劉哀の子。
- 劉舒 - 劉備の先祖。祖邑侯。劉憲の子。
- 劉誼 - 劉備の先祖。祁陽侯。劉舒の子。
- 劉必 - 劉備の先祖。原沢侯。劉誼の子。
- 劉達 - 劉備の先祖。潁川侯。劉必の子。
- 劉不疑 - 劉備の先祖。豊霊侯。劉達の子。
- 劉恵 - 劉備の先祖。済川侯。劉不疑の子。劉備の祖父である劉雄の父。

### 第二十一回
- 路昭 - 曹操配下の部将。朱霊とともに劉備の袁術攻めに同行する。軍勢を劉備に預けたまま許都に帰還したため曹操の怒りを買い処刑されかけるが、荀彧の執り成しで助命される。なお、正史には路招という人物が曹操配下の部将として記述されている。

### 第二十三回
- 吉太 （吉平）- 医師。字の称平から吉平とも呼ばれる。董承らと謀り曹操を毒殺しようとするも露見し捕らえられ、拷問の末に階段に頭を叩きつけ自害した。なお、正史『三国志』武帝（曹操）紀には建安二十三年（218年）に耿紀らとともに反乱を起こし処刑された吉本という太医令がいたことが記録されている。
- 秦慶童 - 董承の家奴。董承の妾である雲英と密通したため杖打ち四十回の刑に処せられ、それを恨んで董承の曹操暗殺計画を曹操へと密告した。
- 雲英 - 董承の妾。董承の家奴・秦慶童と密通した。

### 第二十七回
- 杜遠 - 元黄巾賊の将。廖化らとともに五百人ほどの山賊を組織していた。千里行中に関羽とはぐれてしまっていた劉備夫人たちを攫ったが、彼女らに手を出そうとしたため廖化に殺された。
- 胡華 - 胡班の父。桓帝の治世には議郎を務めていた。千里行中の関羽に一夜の宿を貸し、滎陽に勤める息子胡班に宛てた手紙を関羽に託した。
- 孔秀 - 曹操配下の部将。東嶺関を守っていたが、通行証を持たない関羽が通ることを拒んだため関羽に斬られた。
- 韓福 - 曹操配下の洛陽太守。部下の孟坦とともに関羽を討つべく策を巡らし関羽に矢を射かけたが、関羽には通じず逆に斬り殺された。
- 孟坦 - 韓福配下の部将。関羽を討つべく自身が囮となって韓福の弓の射程まで関羽をおびき寄せたが、逃げる途中で関羽に斬られた。
- 卞喜 - 曹操配下の武将。沂水関を守っていた。関羽を鎮国寺で歓待するふりをして兵を伏せて襲おうとしていたが露見し、得意の流星鎚で襲いかかるも逆に斬り殺された。
- 普浄 - 鎮国寺の僧侶。関羽とは同郷であり、卞喜の計画を関羽に知らせた。関羽が卞喜を殺害すると寺を去り旅に出る。その後、第七十七回では普静の名で再登場、玉泉山で座禅の毎日を送る中、突如現れた無念を訴える関羽の亡霊に教え諭し成仏させた。
- 王植 - 曹操配下の滎陽太守。韓福とは姻戚関係にある。関羽を歓待するふりをして館に火を点け殺害しようとしたが、部下の胡班に計画を漏らされ失敗、逆に関羽に斬り殺された。
- 胡班 - 王植配下の従事。胡華の息子。王植の命で関羽を焼き殺そうとするも、関羽に父の胡華からの手紙を手渡され翻心し、関羽を逃亡させる。その後、第七十三回で荊州の関羽の下を訪れると、昔日の恩から費詩とともに劉備の下に送られ爵位を授かった。
- 秦琪 - 夏侯惇配下の武将。蔡陽の甥。黄河南岸の渡口を守っている。通行証を持たない関羽が河を渡ることを拒んだため関羽に斬られた。

### 第二十八回
- 郭常 - 千里行中に雨に降られた関羽一行に一夜の宿を提供し歓待したが、息子が関羽の赤兎馬を盗もうとしたため陳謝する。
- 裴元紹 - 元黄巾賊の山賊。仲間の周倉とともに関羽を慕っていたため、郭常の息子の引合せで千里行中の関羽と出会った際に配下となる。周倉が関羽に同行している間、山賊たちをまとめておくことを頼まれたが、その直後通りかかった趙雲の馬を奪おうとして返り討ちに遭い殺された。
- 周倉 - 元黄巾賊の山賊。関羽を慕っており、裴元紹によって関羽に引き合わされて以降配下となる。その後第七十七回で敗死した関羽の後を追って自害するまで、関羽に仕え続ける。なお、正史には一切記述はないが、清代の地方誌である『山西通志』には記述がある。
- 関定 - 関平の実父。関羽が劉備の行方を探す間の宿を貸す。劉備と関羽が再会すると、劉備の勧めで次男の関平を関羽の養子に出した。なお、正史では関平が養子であるという記述はない。
- 関寧 - 関平の兄。関定の長男。武を学ぶ弟とは逆に文を学ぶ。

### 第三十回
- 辛明 - 袁紹配下の部将。荀攸による陽動にかかった袁紹の命で5万の兵を率いて黎陽に向かわされた。

### 第三十二回
- 汪昭 - 袁譚配下の部将。黎陽に向かう途中曹操軍と戦闘になり徐晃に討ち取られる。
- 岑璧 - 袁譚配下の部将。袁譚の命で冀州の袁尚を攻めるが、袁尚配下の部将呂曠に討ち取られる。

### 第三十三回
- 彭安 - 袁譚配下の部将。南皮に攻めてきた曹操軍を迎撃に出るも徐晃に討ち取られる。
- 烏桓触 - 幽州刺史。袁尚・袁煕を見限り曹操側に付く。その際に別駕韓珩のみは袁家への恩から同調しなかったが、彼の意志を尊重して罰しなかった。後に鎮北将軍に叙せられる。なお、正史『三国志』袁紹伝には「煕尚為其将焦触張南所攻奔遼西烏丸触自号幽州刺史（袁煕と袁尚はその部将の焦触と張南に攻められるところとなり、遼西の烏丸へと逃げた。焦触は自ら幽州刺史を名乗った）」という記述があり、烏桓触は「奔遼西烏丸触自号幽州刺史」の部分を「遼西に逃げた。烏丸触は自ら幽州刺史を名乗った」と読み違えたために生まれたキャラクターだと考えられている。

### 第三十四回
- 張武 - 江夏の賊。陳孫とともに乱を起こしたため、荊州牧劉表によって劉備に討伐命令が出される。的盧と称される名馬に乗っていたが、趙雲によって討ち取られ、馬も奪われた。嘉靖本や黄正甫本などの古本では張虎という名で登場するが、張虎はすでに第七回で韓当に討ち取られており二度目の登場となってしまっていたため毛宗崗本では張武に変更されている。なお、『三国志』劉表伝の裴注が引く司馬彪の『戦略』によると、張虎という江夏の賊が蒯越と龐季の説得で劉表に帰順している。
- 陳孫 - 江夏の賊。張武とともに乱を起こしたため、荊州牧劉表によって劉備に討伐命令が出され、張飛に討ち取られた。嘉靖本や黄正甫本などの古本では陳生という名で登場するが、陳生はすでに第七回で孫策に討ち取られており二度目の登場となってしまっていたため毛宗崗本では陳孫に変更されている。なお、『三国志』劉表伝の裴注が引く司馬彪の『戦略』によると、陳生という江夏の賊が蒯越と龐季の説得で劉表に帰順している。
- 蔡和 - 蔡瑁の族弟。蔡瑁が襄陽で劉備を暗殺しようとした際は東門を固めた。蔡中とともに孫権軍に偽装投降を行い間諜活動を行ったが周瑜に見破られ、第四十九回にて赤壁の戦いの直前に血祭の生贄として処刑される。
- 蔡中 - 蔡瑁の族弟。蔡瑁が襄陽で劉備を暗殺しようとした際は南門を固めた。蔡和とともに孫権軍に偽装投降を行い間諜活動を行ったが周瑜に見破られ、第五十回にて甘寧を曹操軍の陣営まで案内した直後に斬られる。
- 蔡勲 - 蔡瑁の弟。蔡瑁が襄陽で劉備を暗殺しようとした際は北門を固めた。第四十五回では「蔡𤪠」の名で登場。三江口での戦いの際に甘寧の矢で討ち取られる。

### 第三十六回
- 劉泌 - 長沙の人。樊城の県令。漢室の親戚。曹仁より樊城を奪った劉備を宴に招き、甥の寇封を引き合わせた。なお、正史でも劉封は長沙劉氏の甥だが、おじの名前は記されていない。
- 徐康 - 徐庶の弟。早世しており第三十六回時点で故人。徐庶を劉備のもとから引き離すために程昱が出した手紙の中で名前のみ登場する。

### 第四十回
- 李珪 - 劉表配下の幕官。劉表没後、劉琦を後継者とし劉備とともに曹操に対抗することを主張するも、蔡瑁によって殺害される。

### 第四十一回
- 夏侯恩 - 曹操配下の部将。曹操の持つ倚天の剣と対になる青釭の剣を賜る等寵愛を受けていたが、長坂の戦いで趙雲に討ち取られ、剣も奪われた。
- 淳于導 - 曹仁配下の部将。長坂の戦いで麋竺を捕らえたが趙雲に討ち取られる。
- 晏明 - 曹洪配下の部将。三尖両刃刀の使い手。長坂の戦いで趙雲に討ち取られる。
- 鍾縉 - 夏侯惇配下の部将。鍾紳の兄弟。大斧の使い手。長坂の戦いで趙雲に討ち取られる。
- 鍾紳 - 夏侯惇配下の部将。鍾縉の兄弟。画戟の使い手。長坂の戦いで趙雲に討ち取られる。

### 第四十二回
- 夏侯傑 - 曹操配下の部将。長坂橋で張飛に一喝され肝を潰して落馬する。毛宗崗本以外では夏侯覇となっている。
- 呉臣 - 蒼梧太守。劉備と旧知の間柄だったため、長坂から呉臣のもとに落ち延びる事を考えていたが、魯粛の説得で翻意する。なお、正史ではこの頃の蒼梧太守は呉巨という人物である。

### 第四十四回
- 大喬 - 江東の喬公の娘。小喬の姉。孫策の妻。曹操が姉妹を求めたことを諸葛亮から聞かされ周瑜は激怒する。なお、正史『三国志』周喩伝には皖を攻め落とした際に橋公の娘・大橋という人物を孫策が娶ったことが記されている。
- 小喬 - 江東の喬公の娘。大喬の妹。周瑜の妻。曹操が姉妹を求めたことを諸葛亮から聞かされ周瑜は激怒する。なお、正史『三国志』周喩伝には皖を攻め落とした際に橋公の娘・小橋という人物を周瑜が娶ったことが記されている。

### 第四十八回
- 呂通 - 曹操配下の部将。赤壁の戦いの際に水軍の右軍を率いた。黄正甫本『三国志伝』では李通となっており、チャールズ・ヘンリー・ブレウィット・テイラーの『Romance of the Three Kingdoms』（英訳版『三国志演義』）でも Li Tong （李通）となっている。

### 第五十二回
- 劉賢 - 零陵太守劉度の息子。邢道栄を引き連れ零陵に攻めてきた劉備を迎撃するも捕らえられ、父に投降するよう説いた。
- 邢道栄 - 劉度配下の部将。大斧の使い手。劉備軍に捕らえられ、劉賢に投降を促すことを条件に一度は解放されたが、約束を反故にしたため趙雲に討ち取られた。
- 鮑隆 - 趙範配下の部将。鮑龍とも。元猟師で二匹の虎を射殺したこともある。一度は趙雲に降伏するも、趙範の命で同僚の陳応とともに趙雲を暗殺しようとするが、逆に酔い潰されて捕らえられ趙雲に斬られた。
- 陳応 - 趙範配下の部将。元猟師で飛叉の使い手。一度は趙雲に敗れ降伏するも、趙範の命で同僚の鮑隆とともに趙雲を暗殺しようとするが、逆に酔い潰されて捕らえられ趙雲に斬られた。

### 第五十三回
- 鞏志 - 武陵太守金旋配下の従事。張飛率いる劉備軍が武陵に攻めてきた際に降伏を主張するも聞き入れられなかったため、金旋を射殺して降伏し、劉備から金旋に代わる武陵太守に任じられた。
- 楊齢 - 韓玄配下の管軍校尉。長沙に攻めてきた劉備軍を迎撃するが関羽に討ち取られる。
- 賈華 - 孫権配下の部将。方天画戟の使い手。合肥の戦いの際に宋謙とともに孫権を護衛し、宋謙を失いつつも楽進の攻撃から孫権を守りぬく。その後第五十四回では甘露寺で呉国太と会見した劉備を孫権の命で暗殺しようとするが、呉国太に叱責される。
- 戈定 - 太史慈の同郷人。合肥の戦いの際に合肥城内に潜り込み、謀反を装って放火し敵陣を混乱させようとするも張遼に見破られ処刑される。

### 第五十七回
- 黄奎 - 漢の侍郎。黄琬の息子。馬騰と共謀して曹操を暗殺しようとしたが、妾の李春香に計画を漏らしたことで露見し、一家全員処刑された。
- 李春香 - 黄奎の妾。黄奎から聞き出した曹操暗殺計画を間男の苗澤に伝えるが、不義を働いた罪で曹操に処刑される。
- 苗澤 - 黄奎の妻の弟。黄奎の妾・李春香と密通しており、李春香を自分の妻とするべく黄奎の企む曹操暗殺計画を曹操に密告するが、不義を働いた罪で曹操に処刑される。

### 第五十八回
- 鍾進 - 長安郡守鍾繇の弟。馬超が長安に攻めてきた際に西門を守っていたが龐徳に討ち取られる。なお、正史では鍾繇の弟は鍾演という人物であり馬超との戦いで戦死してもいない。鍾繇の一族では甥で袁尚に仕えていた郭援が龐徳との戦いで戦死しているが、これは建安七年（202年）の出来事である。
- 曹永 - 曹仁配下の部将。龐徳に討ち取られる。

### 第六十一回
- 周善 - 孫権配下の部将。孫夫人を嫁ぎ先の劉備のもとから連れ戻すべく派遣され、孫夫人と劉禅を伴い船で長江を下るが、その途中で趙雲と張飛に追いつかれ張飛に討ち取られる。

### 第六十二回
- 紫虚上人 - 錦屏山に住む隠者。人の生死や貴賤を占える。劉璝・冷苞・張任・鄧賢の四将に尋ねられ、龐統の戦死と益州の陥落を仄めかした。

### 第六十四回
- 楊松 - 張魯配下の謀士。楊柏の兄。孫乾から送られた賄賂で劉備に買収され、馬超が裏切るという噂を流す。その後、第六十七回で曹操が漢中に攻めてきた際にも買収され内応したが、主を売った罪で曹操に処刑された。
- 楊柏 - 張魯配下の部将。楊松の弟。張魯が馬超に娘を娶らせようとしたときに反対した。その後、第六十五回で馬超が葭萌関にて劉備を迎撃した際には監軍として従軍したが魏延に敗れ、劉備に調略された馬超に斬られた。なお、『三国志』馬超伝の裴注が引く『典略』によると張魯配下の部将に楊白という人物がいたことが記録されており、正史に記載のある楊昂や楊帛と同一人物であるという説もある。

### 第六十五回
- 劉晙 - 劉璋配下の部将。馬漢とともに綿竹を奪還しようとするも趙雲に討ち取られる。
- 馬漢 - 劉璋配下の部将。劉晙とともに綿竹を奪還しようとするも趙雲に討ち取られる。
- 龐義 - 劉備が益州牧を名乗った際に営中司馬に任じられた人物。なお、正史『三国志』先主（劉備）伝には龐羲という人物の記載があり、演義でも第五十九回では龐羲の名で登場する。
- 呂義 - 劉備が益州牧を名乗った際に新たに登用された劉璋の元配下。第九十一回の頃には定遠将軍・領漢中太守に任じられており、李恢の副将として北伐に従軍した。なお、正史『三国志』には呂乂という人物が立伝されている。

### 第六十六回
- 衛凱 - 魏の侍中。王粲・杜襲・和洽とともに曹操を魏王に登らせようとした。なお、正史『三国志』には衛覬という人物が立伝されている。
- 穆順 - 漢の宦官。伏后より忠心を認められ、曹操暗殺計画の同志に加えられる。頭髪に密書を隠して伏后の父伏完との連絡役を務めていたが、計画が露見し処刑された。

### 第六十七回
- 昌奇 - 張魯配下の部将。漢中に攻めてきた曹操軍を迎撃に出るが夏侯淵に討ち取られる。

### 第六十九回
- 趙顔 - 十九歳の美少年。田を耕しているときに偶然出会った占い師管輅に三日で命数が尽きることを教えられたが、管輅の助言通り父とともに南山で碁を打つ二人の老人（生死を司る南斗と北斗の化身）に酒と肉を献じたことで寿命を九十九歳に伸ばしてもらったという。なお、『搜神記』に同様の逸話が掲載されており、現行版では顔超、稗海本や敦煌本では趙顔という名で記されている。

### 第七十回
- 夏侯徳 - 夏侯尚の兄。定軍山の戦いの際に天蕩山を守るが、厳顔に討ち取られる。
- 韓浩 - 韓玄の弟。定軍山の戦いの際に夏侯尚とともに戦うが、黄忠に討ち取られる。なお、正史にも韓浩という人物は記載されているが韓玄との血縁関係は特に記述されていない。演義にも第三十九回に登場するが、これと同一人物かは不明。

### 第七十一回
- 衛道玠 - 蔡琰の元夫。なお、正史『後漢書』蔡琰伝には衛仲道という人物が蔡琰の最初の夫であると記録されている。
- 慕容烈 - 文聘配下の部将。定軍山の戦いで突出した黄忠を包囲したが、救援に来た趙雲に討ち取られる。
- 焦炳 - 曹操配下の部将。定軍山の戦いで突出した黄忠を包囲したが、救援に来た趙雲に討ち取られる。

### 第七十三回
- 夏侯存 - 曹仁配下の部将。樊城の戦いにて関羽に討ち取られる。
- 翟元 - 曹仁配下の副将。樊城の戦いにて関平に討ち取られる。

### 第七十四回
- 李氏 - 龐徳の妻。龐会の母。決死の覚悟で関羽討伐に向かう龐徳と今生の別れをする。

### 第七十七回
- 左咸 - 孫権配下の主簿。捕らえた関羽を帰順させようとする孫権に対し、関羽が変心することはありえないので後の憂いを断つべく処刑するよう進言した。

### 第七十八回
- 呉押獄 - 獄卒。曹操に投獄された華佗の世話をした。その恩から華佗の記した『青嚢書』を託されるが、呉押獄が華佗のように獄死することを恐れた妻にほとんどを焼き捨てられてしまった。なお、正史『三国志』華佗伝には華佗が獄吏に書を託そうとしたが断られたため焼き捨てたという話が載っているが、獄吏の名前は記録されていない。

### 第八十回
- 祖弼 - 漢の符宝郎。曹丕が献帝より皇位を簒奪する際、曹洪・曹休に玉璽を渡すよう迫られたが断ったため斬られる。
- 尚挙 - 蜀の青衣侯。劉備に帝位に就くよう勧めた者の一人。なお、正史『三国志』先主（劉備）伝によると青衣侯向挙という人物が同様のことを進言している。
- 趙祚 - 蜀の別駕。劉備に帝位に就くよう勧めた者の一人。なお、正史『三国志』先主（劉備）伝によると益州別駕従事趙莋という人物が同様のことを進言している。
- 頼忠 - 蜀の太常卿。劉備に帝位に就くよう勧めた者の一人。なお、正史『三国志』先主（劉備）伝によると太常頼恭という人物が同様のことを進言している。
- 何曾 - 蜀の祭酒。劉備に帝位に就くよう勧めた者の一人。なお、正史『三国志』先主（劉備）伝によると従事祭酒何宗という人物が同様のことを進言している。また、同名の何曾という人物は正史『晋書』に立伝されているが、彼は魏・晋に仕えた人物である。

### 第八十一回
- 傅彤 - 蜀の将。劉備の対呉遠征の際には張翼とともに中軍護尉を務める。第八十四回の夷陵の戦いにて呉軍に包囲され、丁奉に降伏を促されるも拒否し戦死した。なお、正史『三国志』には傅肜という人物が同様に夷陵で戦死したと記されている。
- 范疆 - 張飛の部下。張飛の無理難題に耐えかね、張達とともに張飛の寝首を掻いて呉へと亡命した。その後、第八十三回で孫権の命で劉備の陣に護送され、張苞によって処刑される。なお、正史『三国志』張飛伝によると張達とともに張飛を暗殺したのは范彊という人物である。
- 李意 - 青城山に住む隠者。年齢は300歳を超えており、人の生死吉凶を占えるという。陳震に請われて劉備のもとに行き占いを行うが、夷陵の戦いの敗北と白帝城での劉備の死を仄めかした。なお、『三国志』先主（劉備）伝の裴注が引く葛洪『神仙伝』によると李意其という人物が夷陵の戦いの敗北を予言したという。また、明代の『歴代神仙通鑑』では李意が本名で意其は字であるとされている。

### 第八十二回
- 譚雄 - 孫桓配下の部将。宜都での戦いで李異を援護するため張苞の馬を射たが、そのため張苞に恨まれ、翌日の戦いで捕縛されると張苞に斬られた。
- 崔禹 - 朱然配下の部将。蜀軍の夜襲を受けた孫桓を救出するべく朱然の代わりに出陣したところで待ち伏せに遭い、張苞に捕らえられると劉備の前に引き出され斬られた。

### 第八十三回
- 史蹟 - 潘璋配下の部将。数騎で奇襲を仕掛けてきた黄忠を迎え撃つも討ち取られる。
- 夏恂 - 韓当配下の武将。呉軍の代表として一騎打ちに応じるが、張苞に討ち取られる。
- 周平 - 周泰の弟。夏恂を救出しようとしたところを関興に討ち取られる。

### 第八十四回
- 淳于丹 - 陸遜配下の部将。陸遜の命で傅彤の守る敵陣に威力偵察に出るが撃退され徐盛・丁奉に救出される。なお、正史には鮮于丹という人物が呉の部将として記録されている。

### 第八十七回
- 関索 - 関羽の三男。『花関索伝』の主人公。版によって描写が異なる。三国志演義の成立史も参照。
- 鄂煥 - 高定配下の部将。身長九尺の方天戟の使い手。蜀軍を迎撃するも魏延の策によって捕らえられる。諸葛亮の命で解放されると、雍闓・朱褒を討ち高定を帰順させ、その功で牙将に任じられた。
- 金環三結 - 孟獲配下の第一洞元帥。董荼那・阿会喃とともに蜀軍を迎撃するも、夜襲を受け趙雲に討ち取られる。
- 董荼那 - 孟獲配下の第二洞元帥。金環三結・阿会喃とともに蜀軍を迎撃し敗れたため捕らえられたが解放される。その恩義から逆に孟獲を捕らえて蜀軍に引き渡す。しかし諸葛亮が孟獲を再度解放したため、帰還した孟獲によって処刑される。
- 阿会喃 - 孟獲配下の第三洞元帥。金環三結・董荼那とともに蜀軍を迎撃し敗れたため捕らえられたが解放される。その恩義から逆に孟獲を捕らえて蜀軍に引き渡す。しかし諸葛亮が孟獲を再度解放したため、帰還した孟獲によって処刑される。
- 忙牙長 - 孟獲配下の部将。蜀軍を迎撃するも包囲され辛くも逃げ延びる。その後、第八十八回で再び出陣するも馬岱に討ち取られる。

### 第八十八回
- 孟優 - 孟獲の弟。孟獲とともに蜀に度々捕らえられては解放されを繰り返したが、第九十回にて兄とともに蜀に心服した。

### 第八十九回
- 朶思大王 - 4つの毒泉に守られた禿龍洞の洞主。蜀軍から逃れてきた孟獲・孟優兄弟を迎え入れるが、楊鋒によって捕らえられる。その後解放され、三江城で再度蜀軍を迎え撃つが戦死する。
- 孟節 - 孟獲・孟優の兄。万安隠者と名乗り隠遁生活を送っている。毒泉に苦しむ蜀軍を治療し、突破方法を教える。
- 楊鋒 - 銀冶洞の洞主。南蛮勢の援軍として禿龍洞に入るが、実は既に蜀軍に降っており、宴会の余興で配下の女性兵士たちに剣舞を披露させると見せかけて孟獲一同を捕らえさせ蜀軍に引き渡した。

### 第九十回
- 帯来洞主 - 孟獲の妻の弟。木鹿大王や兀突骨に助力を求めるよう孟獲に進言する。その後、猛獲とともに蜀に心服する。
- 祝融夫人 - 孟獲の妻。祝融氏の後裔とされる。飛刀の使い手で、張嶷・馬忠を破り捕らえる。しかし馬岱・趙雲・魏延の計略に嵌り捕らえられ、張嶷・馬忠と人質交換に出された。その後、夫とともに蜀に心服する。なお、正史には一切記述はないが、清代に張澍が記した『諸葛忠武侯文集』には記載がある。
- 木鹿大王 - 八納洞の洞主。白象に騎乗し、猛獣を従え、法術で風雨を呼び起こす。趙雲・魏延を一度は撃退するも、蜀軍が火を吐く木彫りの巨獣を用いたことで敗北し戦死した。
- 兀突骨 - 烏戈国の王。身長二丈、五穀を食べずに生きた蛇や獣を食べ、体には鱗や甲があり刀や矢を通さないという。半年間油に浸しては乾かすを繰り返した藤で作った鎧を着た藤甲軍と呼ばれる兵を率いる。水に浮き刀や矢を通さない鎧を着た藤甲軍で魏延を一度は撃退するも、蜀軍の火計により藤甲軍もろとも焼き尽くされ戦死した。
- 土安 - 兀突骨配下の領兵俘長。
- 奚泥 - 兀突骨配下の領兵俘長。

### 第九十一回
- 張韜 - 郭貴妃の寵臣。謀略で甄夫人が木像を用いて曹丕を呪詛したかのように見せかけ粛清し、郭貴妃を皇后に立てさせた。
- 官雝 - 蜀の武官。後護軍・典軍中郎将として北伐に従軍した。なお、『三国志』李厳伝の裴注が引く諸葛亮『公文上尚書』によると中典軍・討虜将軍の上官雝という人物が記載されている。

### 第九十二回
- 韓徳 - 魏に仕える西涼の将。開山大斧の使い手。四人の息子とともに鳳鳴山にて蜀軍を迎撃するが、趙雲に息子たちが次々に敗北する。息子の仇を取るべく夏侯楙とともに再度蜀軍と戦うも、自身も趙雲に討ち取られる。
- 韓瑛 - 韓徳の長男。鳳鳴山にて趙雲に討ち取られる。
- 韓瑤 - 韓徳の次男。刀の使い手。兄が討ち取られたのを見て趙雲に挑むが、弟たちの援護を受けても相手にならず、趙雲に生け捕りにされる。
- 韓瓊 - 韓徳の三男。方天戟の使い手。韓瑤が趙雲に苦戦しているのを見て援護に出るが戟でも弓でも相手にならず、趙雲の放った矢に討ち取られる。
- 韓琪 - 韓徳の四男。日月刀の使い手。韓瑤・韓瓊が趙雲に苦戦しているのを見て援護に出るが、趙雲の槍で馬から突き落とされ味方に救出される。
- 潘遂 - 魏の将。趙雲相手にわざと敗退し、突出を誘った。
- 薛則 - 魏の将。突出した趙雲を伏兵で包囲するが、援軍に来た張苞に討ち取られる。
- 董禧 - 魏の将。突出した趙雲を伏兵で包囲するが、援軍に来た関興に討ち取られる。
- 裴緖 - 蜀の人物。諸葛亮の命で夏侯楙からの使者と偽り、安定太守・崔諒を偽の出陣命令で城から釣り出す。天水太守・馬遵も同様の策で城から釣りだそうとしたが、姜維に策を見破られ失敗した。
- 崔諒 - 魏の安定太守。裴緖の偽手紙に騙され安定から出陣したが、蜀軍の待ち伏せに遭い降伏する。諸葛亮から南安の楊陵を調略するよう命じられたため、それを逆用して南安に蜀軍を誘い込んで撃滅しようとするも、諸葛亮に策を見破られ張苞に討ち取られる。
- 楊陵 - 魏の南安太守。楊阜の族弟。崔諒とともに南安に蜀軍を誘い込んで撃滅しようとするも、諸葛亮に策を見破られ関興に討ち取られる。

### 第九十四回
- 徹里吉 - 西羌国の王。曹操の代より魏に朝貢していた。曹真の求めで軍を派遣し蜀の西平関を攻撃する。
- 雅丹 - 西羌国の丞相。徹里吉の命で越吉とともに軍を率いて蜀の西平関を攻撃する。鉄車兵と称する戦車部隊で蜀軍を苦しめるが、雪を利用した落とし穴で敗北し捕らえられ、二度と魏に味方しないよう諸葛亮に諭され解放された。
- 越吉 - 西羌国の元帥。徹里吉の命で雅丹とともに軍を率いて蜀の西平関を攻撃する。鉄車兵と称する戦車部隊で蜀軍を苦しめるが、雪を利用した落とし穴で敗北し関興に討ち取られる。
- 韓禎 - 蜀の将。西平関の守将。西羌国の軍勢が迫ることを諸葛亮に知らせた。
- 梁畿 - 司馬懿配下の参軍。司馬懿が長安に向かったため孟達も参陣するようにという偽の命令を孟達に伝え、孟達の計算を誤らせた。なお、『三国志』明帝（曹叡）紀の裴注が引く『魏略』によると司馬懿の参軍の梁幾という人物が孟達に造反の気配を察知して入朝を勧めたことが記載されている。

### 第九十五回
- 陳造 - 曹真配下の部将。撤退する蜀軍を先鋒として追撃するも兵を伏せていた馬岱に討ち取られる。
- 蘇顒 - 郭淮配下の部将。箕谷にて蜀軍を追撃するも殿の趙雲に討ち取られる。
- 万政 - 郭淮配下の部将。箕谷にて蜀軍を追撃するも殿の趙雲に撃退される。

### 第九十六回
- 張普 - 曹休配下の部将。石亭の戦いの際に先鋒として出陣するも徐盛に撃退される。その後、呉軍の別働隊に偶然遭遇してしまい朱桓に討ち取られる。

### 第九十七回
- 靳祥 - 蜀に仕える人物。隴西の人。陳倉の守将郝昭とは同郷の幼なじみであったため調略を試みたが失敗した。なお、『三国志』明帝（曹叡）紀の裴注が引く『魏略』によると郝昭と同郷の靳詳という人物が調略を試みるも失敗している。
- 謝雄 - 蜀の将。陳倉救援に来た魏の援軍の迎撃に出るが王双に討ち取られる。
- 龔起 - 蜀の将。陳倉救援に来た魏の援軍の迎撃に出るが王双に討ち取られる。
- 費耀 - 曹真配下の部将。姜維の偽装内応によって斜谷に釣り出され、包囲され自害した。なお、正史には費曜という人物が記録されている。また、『漢晋春秋』には費耀と表記されている記述も存在する。

### 第一百回
- 秦良 - 曹真の副将。曹真の命で斜谷の谷口を守るため出陣したが、蜀軍に釣り出され包囲された末に廖化に討ち取られる。
- 苟安 - 李厳配下の都尉。第二次北伐の際に兵糧輸送の任に当たったが、酒による怠慢で10日遅れたことを罪に問われ、楊儀のとりなしで死刑は免れたものの杖打ち80回の刑に処される。これを恨んで魏に亡命し、司馬懿の命で諸葛亮謀反の噂を成都に流して蜀軍を撤退に追い込んだ。なお、正史には延熙十二年（249年）に魏に降った句安という牙門将が記録されている。ただし、演義にも苟安とは別に句安は登場する。

### 第一百二回
- 鄭文 - 魏の偏将軍。秦朗との対立から魏軍を離れたという設定で蜀軍に偽装投降を仕掛けたが、諸葛亮に見破られ、逆に魏軍を釣り出すための手紙を書かされた上で処刑される。
- 秦明 - 秦朗の弟。鄭文の偽装投降の真実味を増すために鄭文に討ち取られる。
- 杜叡 - 蜀の将。諸葛亮の命で胡忠とともに上方谷（葫蘆谷）に工匠を集め、木牛流馬の製造に当たらせた。
- 胡忠 - 蜀の将。諸葛亮の命で杜叡とともに上方谷（葫蘆谷）に工匠を集め、木牛流馬の製造に当たらせた。
- 岑威 - 魏の鎮遠将軍。蜀軍から鹵獲した木牛流馬をもとに魏で製造された木牛流馬で兵糧輸送の任に当たっていたが、蜀軍の奇襲を受け王平に討ち取られる。

### 第一百三回
- 張球 - 魏の将。満寵とともに巣湖口にて諸葛瑾率いる呉軍に火計を仕掛け撃退した。

### 第一百六回
- 倫直 - 公孫淵配下の参軍。魏に叛いた公孫淵を諌めるが、公孫淵の怒りを買い処刑される。なお、正史『晋書』宣帝（司馬懿）紀には綸直という将軍が同様の経緯で処刑されたことが記されている。
- 裴景 - 魏の左都督。襄平城を包囲時、秋雨による増水を危惧し陣営を山上に移すことを提案するも、司馬懿は却下し陣営の移動を言う者は処刑するとの命令が出される。
- 仇連 - 魏の右都督。襄平城を包囲時、司馬懿の命に背いて陣営を山上に移すことを提案したため処刑される。なお、正史『晋書』宣帝（司馬懿）紀によると都督令史の張静という人物が同様の理由で処刑されている。
- 陳羣 - 魏の司馬。司馬懿に対し孟達を下したときは速攻であったのに公孫淵には持久戦で挑んでいる理由を尋ね、司馬懿に兵力と兵糧の多寡を比較して説明され感服する。なお、正史『三国志』に陳羣という人物は立伝されており、演義にも登場するが、正史『三国志』陳羣伝によると彼は青龍四年（236年）に既に死去しているので第一百六回に登場する陳羣と同一人物であるかは不明。また、正史『晋書』宣帝（司馬懿）紀によると司馬の陳珪という人物が同様の質問をしている。演義には同名の陳珪（陳登の父）が登場し正史『三国志』にも記載があるが、『晋書』に記述された陳珪と同一人物であるかどうかも不明。

### 第一百七回
- 潘挙 - 曹爽配下の将。司馬懿が兵を挙げた際、曹爽邸の門を守っており、門の櫓から矢を射かけて司馬懿を足止めしたが、孫謙の説得を受け司馬懿の通過を許した。なお、正史『晋書』宣帝（司馬懿）紀によると帳下督の厳世という人物が同様のことを行っている。

### 第一百九回
- 俄何焼戈 - 羌の将。迷当大王の命で蜀の援軍として魏に攻め入るが、陳泰の偽装投降にかかって落とし穴に追い込まれた末に自害した。なお、正史『三国志』郭淮伝に「八年隴西南安金城西平諸羌餓何焼戈伐同蛾遮塞等相結叛乱攻囲城邑南招蜀兵涼州名胡治無戴復叛応之（正始八年（247年）隴西・南安・金城・西平の羌族の餓何・焼戈・伐同・蛾遮塞らは結託して反乱を起こし、城を攻囲し南から蜀軍を招き入れ、涼州の名胡の治無載もこれに応じて再び叛いた）」という記述があり、餓何と焼戈は最終的に郭淮に討たれ斬られている。俄何焼戈は餓何と焼戈を一人の人物と勘違いしたことで生まれたキャラクターだと考えられている。
- 王韜 - 司馬昭配下の主簿。司馬昭が鉄籠山で姜維に包囲され水不足に苦しんだ際、王韜が耿恭の故事を引き合いに祈りを捧げることを提案した結果、水が湧き出し司馬昭は危機を脱出した。

### 第一百十回
- 葛雍 - 毌丘倹配下の将。毌丘倹に対し魏の討伐軍が来る前に南頓を押さえることを進言するが、呉軍に先んじられる。その後、討伐軍を迎撃するべく出陣するも鄧艾に討ち取られる。
- 宋白 - 魏の慎県の県令。反乱に失敗して逃れてきた毌丘倹を歓待すると見せかけて宴席で毌丘倹を暗殺した。
- 張明 - 王経配下の部将。花永・劉達・朱芳とともに蜀軍と戦うも姜維の敷いた背水の陣に敗れる。
- 花永 - 王経配下の部将。張明・劉達・朱芳とともに蜀軍と戦うも姜維の敷いた背水の陣に敗れる。
- 劉達 - 王経配下の部将。張明・花永・朱芳とともに蜀軍と戦うも姜維の敷いた背水の陣に敗れる。
- 朱芳 - 王経配下の部将。張明・花永・劉達とともに蜀軍と戦うも姜維の敷いた背水の陣に敗れる。

### 第一百十一回
- 鮑素 - 蜀の将。北伐に参加するが陳泰に敗れ戦死する。

### 第一百十二回
- 陳俊 - 司馬昭配下の部将。呉軍をおびき出す囮として物資の輸送を命じられる。
- 曽宣 - 諸葛誕配下の部将。寿春を守っていたが魏軍の猛攻の前に北門を開き降伏する。
- 王真 - 司馬望配下の部将。傅僉に敗れ捕らえられた後、蜀軍に討ち取られる。
- 李鵬 - 司馬望配下の部将。傅僉に捕らえられた王真を救出しようとするが、返り討ちに遭い傅僉に討ち取られる。

### 第一百十三回
- 桓懿 - 呉の尚書。孫綝による孫亮廃立に怒り、孫綝を面罵したため斬られる。なお、正史『三国志』孫綝伝によると桓彝という尚書が孫綝に従うことを拒んで殺害されている。
- 鄧程 - 呉の臣。孫綝の命で中書郎李崇から璽綬を回収した。
- 干休 - 曲阿の老人。孫綝の要請で帝位に就くべく都に向かう孫休に対し、遅くなると変事が起こるので急いだほうがよいと叩頭して述べた。なお、正史『三国志』孫休伝には「十月戊寅行至曲阿有老公干休叩頭曰……（10月の戊寅の日、曲阿に至ると、老人が孫休に叩頭して曰く……）」という記述があるが、この「干」は「干犯」や「干渉」などと同じ「おかす」の意味であり、身分の低い老人が皇帝に推戴されている孫休に対し不躾にも直言したということを表す動詞である。干休はこの「干」を老人の姓と読み違えたことで生まれたキャラクターだと考えられている。
- 鄭倫 - 鄧艾配下の副将。司馬望と姜維が陣形を競い合っている隙に工兵に坑道を掘らせて蜀軍の後ろに回り込もうとしたが、伏兵の廖化に討ち取られる。
- 党均 - 鄧艾配下の人物。襄陽の人。鄧艾の命を受け成都に潜入し、黄皓に賄賂を贈って姜維が裏切るという噂を流させた。

### 第一百十四回
- 王瓘 - 鄧艾配下の参軍。司馬昭に粛清された王経の甥と名乗り蜀に偽装投降するが、姜維に見破られ火計に遭い、川に身を投げて自害した。

### 第一百十六回
- 邵緩 - 鄧艾配下の護衛。『周易』に明るく、山の上で足元から泉が湧き出るという鄧艾が見た夢を、南西方向の蜀を攻めるには良いが北東方向の魏に帰るのは困難という意味だと占った。『三国志』魏書鄧艾伝では、鄧艾は易卦を能くする護軍の爰邵に同様のことを問う。爰邵の見立ては水山蹇(西南に利、東北に不利)であったため、鄧艾は悶々として不快となった。
- 盧遜 - 蜀の将。南鄭関の守将。魏の先鋒の許儀を連弩で撃退する。その後、鍾会も撃退し、追撃して鍾会を討ち取る寸前まで肉薄するも、荀愷の放った矢により逆に討ち取られる。
- 甯随 - 姜維配下の副将。陰平に駐屯する雍州刺史諸葛緒を退却させるべく、孔函谷から雍州に攻め入ろうとする陽動を姜維に提案した。

### 第一百十七回
- 李氏 - 江油城守馬邈の妻。自身の怠慢を劉禅に責任転嫁して酒に溺れる夫を叱責する。直後に夫が鄧艾に城を明け渡して降伏すると首を縊って自害した。
- 丘本 - 鄧艾配下の監軍。諸葛瞻に対し降伏を促す書状を送ることを提案する。その使者が諸葛瞻に斬られたため激怒する鄧艾に対し軽々しく動かないよう諌め、諸葛瞻を釣り出して包囲するよう提言した。
- 彭和 - 諸葛瞻配下の部将。諸葛瞻の命で綿竹から包囲を破って脱出し、呉に援軍を求める書状を届けた。

### 第一百十八回
- 崔夫人 - 劉諶の妻。劉禅が降伏を決めたため、夫が自害するのに先立ち、自ら柱に頭を叩きつけて自害した。なお、正史『三国志』後主（劉禅）伝には劉諶が妻子を殺した後に自害したことは記されているが、妻の名前は記録されていない。

### 第一百十九回
- 霍戈 - 蜀の建寧太守。成都が陥落したことを聞き3日間喪に服して哭き、劉禅の安否が確認できるまでは魏に降伏しないと諸将に告げる。その後、劉禅が安楽公に封ぜられたことを知ると部下を率いて降伏した。なお、正史『三国志』霍峻伝には霍峻の息子の霍弋という人物についての記述があり、裴注が引く『漢晋春秋』に同様の逸話が掲載されている。
- 張節 - 魏の黄門侍郎。曹奐に禅譲を迫る司馬炎を叱り飛ばすが、司馬炎の配下によって瓜で滅多打ちにされ撲殺された。

### 第一百二十回
- 陳元 - 羊祜配下の部将。敵将陸抗から贈られてきた酒が毒酒である危険性を指摘したが、陸抗の人柄を信頼する羊祜は一笑に付した。
- 孫冀 - 呉の左将軍。陸抗が羊祜との内通を疑われ失脚したため代わりにその軍を引き継いだ。なお、正史には孫異という人物が記されており、演義にも登場するが、孫冀と同一人物であるかどうかは不明。
- 張尚 - 晋の将。呉への遠征に従軍し陸景を討ち取る。

## 『三国志平話』
元代の白話文学『新刊全相平話三国志』に登場する、正史にも演義にも記載のない固有名を持つ登場人物の一覧。

### 巻上
- 司馬仲相 - 光武帝の時代の秀才。天公の命で冥界の裁判を行い、韓信を曹操、彭越を劉備、英布を孫権、劉邦を献帝、呂后を伏皇后、蒯通を諸葛亮、自分自身を司馬仲達にそれぞれ転生させる。
- 皇甫松 - 宰相。黄巾の乱の討伐に当たる。正史や演義における皇甫嵩。
- 冉卿 - 春秋時代の斉の上大夫。銅鑼が自然と鳴り始めるという怪現象について斉王に問われ、鉄は山から産するので山が崩れる前兆だと説いた。同様の現象が起こった際に霊帝から説明を求められた皇甫松が語った故事の登場人物。
- 孫学究 - 鄆州太山の近くに住む孫太公の子。病を得て悲嘆し、太山で死のうと山に入ったところ、山崩れで生じた洞窟から医術書を見つけ、自身の病を治して医師となった。弟子の張覚に医術を授ける。
- 張覚 - 孫学究の弟子。黄巾の乱を引き起こす。正史や演義における張角。
- 梅芳 - 劉備の旗揚げ時の配下の一人。正史や演義における糜芳。
- 簡獻和 - 劉備の旗揚げ時の配下の一人。正史や演義における簡雍（字・憲和）。
- 孫虔 - 劉備の旗揚げ時の配下の一人。正史や演義における孫乾。
- 張表 - 黄巾賊の将。兄の張覚・張宝とともに黄巾軍を率いる。正史や演義における張梁。
- 董成 - 国舅。黄巾賊討伐の論功行賞から漏れていた劉備のことを奏上し、劉備が十常侍との対立から免職された際には霊帝に奏して十常侍を粛清させた。後に曹操を暗殺しようと劉備や吉平らと謀るが失敗した。正史や演義における張鈞と董承にあたる人物。
- 元嶠 - 定州太守。県尉となった劉備が赴任先に遅れたことを叱責したため、張飛に恨まれ殺害される。
- 崔廉 - 督郵。十常侍の命で元嶠を殺害した劉備らを取り調べに来たが、怒った劉備らに縛り上げられ張飛に鞭打たれ殺害される。
- 蔡雍 - 宰相。正史や演義における蔡邕。
- 李宿 - 李広の末裔。李儒・呂布とともに董卓を支え、董卓が呂布に暗殺されると王允の説得を受け呂布に協力する。正史や演義における李粛。
- 牛信 - 董卓の娘婿。正史や演義における牛輔。
- 韓甫 - 滄州洪海郡の諸侯。董卓追討に参加する。後に同名の呉の賊が関羽と戦い毒矢で負傷させているが、同一人物であるかは不明。正史や演義における韓馥。
- 公孫賛 - 定州太守。董卓追討に参加する。後に河内で曹操に斬られたことが語られる。正史や演義における公孫瓚。
- 袁覃 - 袁譚とも。青州の諸侯。董卓追討に兵糧を援助する。その後劉備が曹操に徐州を追われると匿うが、曹操との対決には踏み切れなかった。後に曹操に滅ぼされたことが語られる。正史や演義における袁譚。
- 宋文挙 - 諸侯。董卓追討に参加する。劉備の身分の低さを嘲る。正史や演義における孔融（字・文挙）。
- 李殻 - 四盗寇と称される、董卓に討伐され配下となった将軍。正史や演義における李傕。
- 郭嗣 - 四盗寇と称される、董卓に討伐され配下となった将軍。正史や演義における郭汜。
- 張御 - 四盗寇と称される、董卓に討伐され配下となった将軍。正史や演義における張済。
- 楚酬 - 四盗寇と称される、董卓に討伐され配下となった将軍。正史や演義における樊稠。
- 任貂蝉 - 臨洮の人。呂布の妻。任が本姓で貂蝉が小字。丁建陽の反乱に巻き込まれて夫とはぐれ、王允に保護されていた。王允が彼女を董卓に献上したことがきっかけで呂布は董卓を暗殺する。その後は呂布に付き従う。演義における貂蝉。
- 郭潛 - 睢陽太守。長安から逃れてきた呂布に対し金珠を贈ると引き換えに入城を断る。
- 袁襄 - 袁術の太子。徐州の劉備を攻めるが、迎撃した張飛に討ち取られる。表記は袁祥とも。正史における袁耀。元明時代の作品では少なからず登場する。
- 紀陵 - 袁術配下の部将。袁術の命で徐州の劉備を攻めるが、呂布の仲裁で兵を引く。正史や演義における紀霊。
- 張本 - 曹豹の娘婿。曹豹の命で呂布をけしかけ徐州を劉備から奪わせようとした。その後、呂布滅亡後は劉備配下になるが、曹豹を斬った関羽に対する復讐として曹操に内通した。
- 梅夫人 - 劉備の妻。正史や演義における糜夫人。
- 夏侯敦 - 曹操配下の部将。呂布との戦いで左目を射抜かれるが失った目玉を食べる。その後も曹魏に仕え続け、街亭の戦いの頃まで従軍する。正史や演義における夏侯惇。
- 馬滕 - 馬超・馬大の父。光武帝に仕えた馬援の九世の子孫。丁建陽の反乱を鎮圧した。その後、献帝に曹操を除くよう奏したため曹操に殺害される。正史や演義における馬騰。

### 巻中
- 劉璧 - 滄州を治めているという漢の皇族。後に荊州を追われた劉備が逃亡先候補として、滄呉を治める人物として名前が挙がる。正史や演義における汝南黄巾軍の劉辟、または蒼梧太守呉巨(呉臣)。
- 許由 - 袁紹配下の大夫。曹操討伐の兵を挙げようとする袁紹に反対する。正史や演義における許攸。
- 黒虎 - 太山にいる賊の将。曹操よりも先に対処すべき存在として許由が名前を挙げる。
- 文丑 - 袁紹配下の部将。曹操討伐軍の典軍校尉に任じられる。後に官渡にて関羽に討ち取られる。正史や演義における文醜。
- 鞏固 - 山賊。元は漢の臣であったが、董卓の壟断を逃れて山賊となる。無姓大王を名乗っていた張飛に敗れその配下となっていたが、袁紹の下から出奔した劉備と出会ったため張飛と引き合わせた。
- 馬垢 - 劉備配下の部将。劉封とともに新野で夏侯敦の陣を攻撃する。
- 劉琪 - 劉表の長男。赤壁の戦いの後に劉備の後ろ盾を得て荊州を継承するが、直後に死去する。正史や演義における劉琦。
- 関靖 - 曹操配下の部将。長坂の戦いで阿計（阿斗）を抱く趙雲の前に立ちふさがったが趙雲の放った矢に討ち取られる。なお、正史には公孫瓚配下に関靖という人物がいたことが記録されているが、同一人物かは不明。
- 呉危 - 孫権配下の人物。張昭とともに曹操と敵対することに反対する。正史や演義における重臣の呂範または占卜の呉範。
- 張茂 - 汴梁の諸侯。曹操に倒されたことが語られる。正史や演義における陳留太守張邈。
- 孔秀 - 洛陽の諸侯。曹操に捕らえられたことが語られる。演義の関羽千里行で斬られる孔秀と同一人物であるかは不明。
- 于番 - 孫権配下の人物。黄蓋の偽装投降の書状を曹操に届けた。表記は于樊とも。元明時代の作品では少なからず登場し周瑜配下の知恵者と設定されている。中国版(維基百科)では虞翻にあてている。
- 陵統 - 孫権配下の部将。甘寧とともに赤壁の戦いや劉備暗殺計画に従軍する。正史や演義における凌統。
- 梅竹 - 劉備配下の部将。周瑜に酒に溺れさせられている劉備に諸葛亮の書状を持参する。その後も桂陽攻めや入蜀に従軍する。正史や演義における糜竺。
- 趙范 - 長沙太守。趙雲に降伏するが、兄嫁を趙雲に娶らせようとしたため趙雲の怒りを買い、趙雲を殺害しようとするも返り討ちに遭い討ち取られる。正史や演義における趙範（ただし正史や演義での趙範は桂陽太守）。
- 曹璋 - 長沙の西に陣を構え、赤壁の戦いの後に攻めてきた周瑜を撃退した。その後張飛には敗れたが、再び攻めてきた周瑜に対し矢を放ち負傷させる。
- 趙知微 - 閣門学士。劉琪没後の荊王に劉備を推薦する。
- 賈許 - 曹操配下の大夫。劉備対策を下問された際、馬滕に劉備を討たせることを提案する。後には献帝の太子が曹操暗殺を企んだことを密告する。関羽討伐の際には宰相として従軍する。正史や演義における賈詡。

### 巻下
- 蔣雄 - 桂陽太守。攻めてきた張飛を迎撃に城を出るが伏兵に遭い張飛に討ち取られる。なお、演義にも同名の人物の記載はあるが、これは絶纓の会の故事に登場する春秋時代の人物である。
- 韓国忠 - 武陵太守。配下の魏延に劉封や張飛を防がせたが、龐統に調略された魏延に討ち取られる。正史や演義における韓玄（ただし正史や演義での韓玄は長沙太守）。
- 金族 - 金陵太守。配下の黄忠に張飛・魏延・関羽らを防がせたが、自身が諸葛亮に釣り出され討ち取られる。正史や演義における金旋（ただし正史や演義での金旋は武陵太守）。
- 馬大 - 馬滕の次男。父が曹操に殺害されたため兄の馬超とともに挙兵する。正史や演義における馬岱。
- 辺璋 - 平涼府の節度使。馬超・韓遂とともに反乱を起こすが、韓遂とともに曹操に調略される。正史における辺章か。
- 楼子旧 - 雲台観の仙長。馬超に対して先に馬大に長安を攻略させて後に曹操を討つ計画を示すも容れられず、直後に曹操に対して辺璋・韓遂を馬超から寝返らせる離間策を示し容れられる。正史や演義における婁圭（婁子伯）。
- 楊宿 - 曹操配下の侍郎。張松の才覚を見て曹操に推挙しようとする。その後、漢中での戦いの際に曹操の「鶏肋」発言を曲解したため処刑される。正史や演義における楊修。
- 秦福 - 劉璋配下の大夫。劉璋に劉備を信頼する危険性を説く。正史や演義における秦宓。
- 趙文 - 劉璋配下の人物。張松と法正が劉備への寝返りを相談しているのを聞き、劉璋に密告した。
- 張邦瑞 - 劉璋配下の綿州太守。張昇とともに劉備を包囲し苦戦させる。その後、張益と戦い敗れる。
- 張昇 - 劉璋配下の漢州太守。張邦瑞とともに劉備を包囲し苦戦させる。その後張飛に敗れ捕らえられる。後には孟達配下として魏に降っており、孟達が反乱を起こそうとしていることを明帝に奏上した。
- 劉珍 - 劉璋の弟公子。落城で龐統を討ち取る。その後捕らえられ、龐統の仇として処刑される。
- 張益 - 劉璋配下の鉄臂将軍。紫烏城城主。趙雲や張飛を相手に互角に守り抜くが、国舅・趙師道と対立し殺害してしまい、伊籍の説得を受け降伏する。その後は劉備配下として張邦瑞を破った。
- 趙師道 - 劉璋の国舅。葭萌関の前線に視察に来たが、権力を笠に着て横暴に振る舞ったため張益に殺害される。
- 馬守忠 - 劉璋配下の金口関の太守。黄忠に討ち取られる。
- 于昶 - 曹操配下の汾州節度使。定軍山に兵糧を運ぶ任に当たっていたが張飛に捕らえられる。
- 王強 - 張飛配下の旗持ち。風で「帥」と書かれた旗を折ってしまい、棒打ち五十回の罰を与えられる。それを恨んで張山・韓斌とともに張飛を暗殺し呉へと逃亡する。正史や演義における范彊（范疆）。
- 張山 - 張飛配下の料理人。肉が不味いということで韓斌とともに棒打ち三十回の罰を与えられる。それを恨んで王強・韓斌とともに張飛を暗殺し呉へと逃亡する。正史や演義における張達。
- 韓斌 - 張飛配下の料理人。肉が不味いということで張山とともに棒打ち三十回の罰を与えられる。それを恨んで王強・張山とともに張飛を暗殺し呉へと逃亡する。
- 雄凱 - 雲南太守。呂凱や杜旗とともに孟獲に呼応して反乱を起こしたが、魏延に討ち取られる。正史や演義における雍闓。
- 杜旗 - 雲南関（雲門関）の太守。雄闓や呂凱とともに孟獲に呼応して反乱を起こし王平を破ったが、諸葛亮に捕らえられる。正史や演義における杜祺か。
- 司馬益 - 字は仲達。魏の元帥。孟達の反乱を鎮圧し、その後も諸葛亮の北伐を防ぎ切る。諸葛亮死後、曹爽を倒して魏の実権を握り、少帝より禅譲を受け晋を建てる。正史や演義における司馬懿。
- 張忠 - 魏に仕えていた頃の姜維の配下。姜維の命で蜀軍の木牛流馬を奪取する。
- 張合 - 魏の皇丈。守りに徹する司馬益を批判し攻勢に出るも、諸葛亮に釣り出され戦死した。正史や演義における張郃。
- 鄧文 - 魏・晋の将。鍾会とともに蜀を滅ぼす。正史や演義における鄧艾。
- 王湛 - 蜀の宰相。降伏しようとする劉禅を諌めるが聞き入れられず、劉備の廟の前で妻子を殺して自刎した。正史や演義における劉諶。
- 崔淤 - 劉淵の配下。復興した漢において御史に任じられる。正史における崔遊（崔游）。
- 王宏 - 劉淵の配下。復興した漢において太尉に任じられる。正史における劉宏。
- 危隆 - 劉淵の配下。復興した漢において大鴻臚卿に任じられる。正史における范隆。
- 朱怨 - 劉淵の配下。復興した漢において太常卿に任じられる。正史における太傅朱紀か。
- 陳達 - 劉淵の配下。復興した漢において門侍に任じられる。正史における陳元達。

## その他
その他の文学作品や映像作品等に登場する、正史にも演義にも記載のない固有名を持つ登場人物の一覧。
北方謙三の小説『三国志』の登場人物に関してはこちらを参照。
李學仁・王欣太の漫画『蒼天航路』の登場人物に関してはこちらを参照。
- 胡金定 - 『花関索伝』の登場人物。関羽の妻。関羽と同じく蒲州(漢代の河東郡解県)の人。義兄弟の契を結んだ劉備・関羽・張飛が後顧の憂いを断つため互いの家族を殺すことになったが、関索を妊娠していたため張飛によって見逃される。その後、関索の活躍によって関羽と再会する。
- 花岳 - 『花関索伝』の登場人物。蒲州近郊の丘衢山班石洞(斑石洞)の道士。幼少期から青年期にかけての関羽の子(索童、のちの関索)に武芸・兵法を教える。花関索の「花｣はこの師父の姓にちなむ。
- 鮑三娘 - 『花関索伝』の登場人物。鮑家荘の主・鮑凱の娘。鮑礼・鮑義というふたりの兄がいる。武芸の達人で、自分よりも弱い男とは結婚しないと語っていたが、関索に敗れたためその正妻となる。
- 廉康 - 鮑三娘の許嫁。姚苓寨の首領。鋼の肉体と怪力の持ち主。夫を関索に決めた鮑三娘は、もう廉康のようなぶ男はいらないと言い放ち父・鮑凱を困惑させる。伝え聞いた廉康は激怒。手勢をひきいて鮑家荘に急行するが、関索の伏兵戦術に翻弄され討ち取られる。
- 王桃 - 『花関索伝』の登場人物。蘆塘塞の盗賊王令公の娘であり首領。関索に敗れ、妹・王悦とともに関索の側室となる。
- 王悦 - 蘆塘塞の盗賊王令公の娘。関索に敗れ、姉・王桃とともに関索の側室となる。
- 姚賓 - 『花関索伝』の登場人物。呉の間者。姚斌ともいう。関羽に変装して愛馬の赤兎馬を盗み逃亡。途中、関羽との対面を目前にした関索一行の陣中に潜伏する。関索は喜びと興奮を発するが、母の胡金定は馬上の主に違和感をおぼえる。そこへ張飛が現れ異変を伝える。関索はたちどころに姚賓を殺し赤兎馬を取りもどした。
- 廉旬 - 廉康の弟。関索を討つため曹操に帰順し武将となる。兵を従え、自身は金睛獣に騎乗し劉備軍を攻撃。関索は迎え撃つが、戦馬が金睛獣を怖れ苦戦する。姜維が赤兎馬(臙脂馬)をもちいて対抗すべしと助言、みずから関羽のもとへ赴き借用する。赤兎馬を得た関索は金睛獣の妖力を封じ、獣もろとも廉旬を返り討ちにする。
- 曾霄 - 『花関索伝』の登場人物。「鉄旗(鉄騎)｣の武名をもつ呉国第一の勇将。荊州奪回にもえる劉備軍を阻む。関索はこれに挑むも撃退され、愛用の黄竜槍を折られ負傷する。失意のなか関索は夢に父・関羽を見、その啓示から父の形見の青竜刀を当陽の玉泉山に探し出す。そして再戦。曾霄を倒し雪辱をはたす。
- 花鬘 - 京劇『龍鳳巾』の登場人物。孟獲と祝融の娘。南蛮軍の将として劉備軍とたびたび戦う。関索との一騎討ちや南蛮軍が捕虜とした関索に接触することで情を深めた。その後花鬘が劉備軍の捕虜になると、関索と花鬘は捕虜交換される。孟獲降伏後に関索の妻となる。
- 姚斌 - 京劇『真仮関公』、豫劇『姚斌盗馬』の登場人物。関羽に似た風貌の猟師。姚賓ともいう。母の病を治すため千里の馬の肝を探索する過程で赤兎馬を知る。関羽に変装しこれを盗もうと計画するが周倉に見つかり捕まる。姚斌処刑の日、刑場に姚斌の母が駆けつけ号泣し子に代わって罪を受けたいと嘆願する。その混乱を知った関羽が現れる。関羽はふたりを放免し、姚斌を配下にとりたてた。
- 諸葛懐 - 張澍の『諸葛忠武侯文集』にのみ記載のある諸葛亮の息子、諸葛瞻の弟。
- 諸葛質 - 張澍『諸葛忠武侯文集』にのみ記載のある諸葛瞻の息子。
- 諸葛果 - 魏了翁『朝真観記』、徐道『歴代神仙通鑑』、張澍『諸葛忠武侯文集』に記載のある諸葛亮の娘。成都西北の朝真観で修練し仙女になったと伝承される。
- 関樾 - 清代の地方誌『続修江陵県志』にのみ記載のある、関平と趙氏（趙雲の娘？）の息子。子孫は代々江陵に住んだという。
- 童淵 - 元曲に登場する武術家。張繡・張任・趙雲の槍術の師。
- 黄月英 - 民間伝承での諸葛亮の妻。黄婉貞とも。様々な機械仕掛けを発明し夫を助けたという。なお、『三国志』諸葛亮伝の裴注が引く『襄陽記』には容姿が醜いことで知られていた黄承彦の娘が諸葛亮に嫁いだことは記載されているが、名前や人物についての記録はない。
- 関銀屏 - 民間伝承での関羽の娘。関三小姐とも。父の死後、趙雲に武芸を習い、南蛮征伐に従軍して李恢の子の李蔚に嫁いだ。なお、正史『三国志』関羽伝には孫権が息子に娶らせようとした関羽の娘がいたことは記載されているが、名前や人物についての記録はない。
- 孫軟児 - 民間伝承での趙雲の妻。趙雲は戦場で傷を負ったことがなかったが、孫軟児がいたずらで趙雲に針を刺したところ血が止まらずそのまま死んでしまったという。
- 劉蘭芝 -『孔雀東南飛』(楽府体古詩「焦仲卿の妻のために作る｣、『玉台新詠』収録)に登場する女性。後漢献帝時代の揚州廬江郡皖県の人とされる。望まぬ婚姻の結果、最愛の男性とともに命を断つ悲劇の女性。中国では実在人物のあつかいである。
- 邢交花 - 弾詞『三国志玉璽伝』(明末清初・現存。未邦訳)の登場人物。山賊の首領邢彪の娘。平原執政時代の劉備にほれ、父の投降のきっかけをつくる。領内で玉璽が発見され劉備の代理で上洛の使者となるが、董卓に襲われ井戸に身を投じる。劉備を慕うその情は彼女を呉懿の妹に転生させる。なお、彼女の死体は孫堅に発見されている。
- 馬雲騄 - 周大荒の小説『反三国志演義』の登場人物。馬騰の娘。兄馬超とともに従軍し、後に趙雲の妻となる。
- 金粟柱 -『反三国志演義』の登場人物。姓は金、名は粟柱。周瑜に一途な思いをよせ、その死に殉じる妓女。8世紀、唐の李端の詩『聴箏』(听箏)からの引用。「金粟｣は桂の名で菊花にもたとえられる。「柱｣は弦の張りを支える調音用の部品。琴の名称に由来した創作。
- 李朱氾 - 吉川英治の小説『三国志』の登場人物。馬元義配下の黄巾賊。劉備が母のために買った茶を奪い取り、その後逃げようとした劉備を捕らえるが、追ってきた張飛に投げ飛ばされる。
- 丁峰 - 李朱氾配下の黄巾賊。劉備の人相を改め、洛陽船から茶を購入した人物が劉備であると証言する。
- 鴻芙蓉 - 吉川英治『三国志』の登場人物。黄巾賊に滅ぼされた黄河沿岸の県城の領主の娘。老僧の導きで劉備とともに黄巾賊から逃げ出し、鴻家の旧臣・張飛の手で劉恢の館に匿われる。その後、張飛が督郵を殴った廉で追われる身となった劉備が劉恢邸に匿われたため再会し恋仲になるが、巡察使が劉恢邸を訪れることになり劉備が再び流浪の旅に出たため別れる。
- 露昭 - 吉川英治『三国志』の登場人物。演義における路昭。
- 陳嬉 - 吉川英治『三国志』の登場人物。曹仁、曹洪、曹純、牛金らとともに周瑜と戦うが敗れる。
- 梁紀 - 吉川英治『三国志』の登場人物。袁術の配下。楽就とともに呂布に敗れる。演義の梁剛と陳紀をあわせたものか。
- 楊平 - 吉川英治『三国志』の登場人物。張魯の配下。楊昂・楊任とともに曹操と戦う。
- 甘興 - ジョン・ウー監督の映画『レッドクリフ』（原題：『赤壁』）二部作の登場人物。赤壁の戦いで元海賊の部下を率いて曹操軍に決死の自爆攻撃を敢行し戦死する。正史や演義における甘寧をモデルとしたキャラクター。
- 夏侯雋 -『レッドクリフ』二部作の登場人物。曹操配下の部将。赤壁の前哨戦で諸葛亮の八卦陣に敗れる。赤壁の戦いでは追い詰められ小喬を人質にとるが趙雲に討ち取られる。正史や演義における夏侯惇と夏侯淵をモデルとしたキャラクター。
- 魏賁 -『レッドクリフ』二部作の登場人物。曹操配下の部将。赤壁の前哨戦で諸葛亮の八卦陣に敗れる。赤壁の戦いでは周瑜に討ち取られる。正史や演義における文聘をモデルとしたキャラクター。
- 驪姫 -『レッドクリフ』二部作の登場人物。曹操の愛妾。小喬と顔が似ているため、小喬の代わりとして侍らせられている。
- 孫叔才 -『レッドクリフ』二部作の登場人物。曹操配下の兵士。蹴鞠の名手であるため曹操に気に入られ、千人隊長に取り立てられる。曹操軍に潜入した孫尚香と友誼を結ぶが、赤壁の戦いで戦死する。
- 曹嬰 - ダニエル・リー監督の映画『三国志』（原題：『三國之見龍卸甲』）の登場人物。曹操の孫娘。女性ながら魏の都督を務める。趙雲の最後の戦いにおいて、趙雲を討ち取るべく韓徳とともに奮闘する。

- 羅平安 - ダニエル・リー監督の映画『三国志』の登場人物。趙雲と同郷の義兄。
- 師勗 - テレビドラマ『三国志演義』（原題：『三国演義』）の登場人物。字は祭酒。正史や演義における劉馥。
- 汲布 - テレビドラマ『三国志〜司馬懿 軍師連盟〜』（原題：『大軍師司馬懿』）の登場人物。校事府校尉。司馬懿に仕え、張春華を守護する。
- 李明 - 光栄(当時、1995年)のSRPG「三國志英傑伝｣の登場人物。このゲーム唯一の女性武将。泰山の賊の女首領。陶謙の依頼をうけた劉備に討伐され帰順する。
- 呂玲綺 - ゲーム『三國志戦記2』の登場人物。呂布の娘。父譲りの武芸の達人。正史『三国志』呂布伝に記載のある袁術が息子に娶らせようとした呂布の娘をモデルとしたキャラクター。
- 星彩 - ゲーム『真・三國無双』シリーズの登場人物。張飛と夏侯姫の娘。関平の幼なじみ。趙雲を武芸の師としており、劉禅を守ることを使命としている。正史『三国志』二主妃子伝に記載のある敬哀皇后と張皇后をモデルとしたキャラクターか。
- 鄭姜 - ゲーム『Total War:THREE KINGDOMS』の登場人物。プレイアブル勢力である匪徒の武将。正史『三国志』周宣伝に記載のある女盗賊の鄭と姜をモデルとしたキャラクター。